# 친환경로
친황경로(Chinhwangyeong-ro)는 경상남도 산청군 사천면에서 산청면 차황면을 잇는 경상남도의 도로이다.

## 주요 경유지
경상남도
- 산청군 (사천면 . 삼장면 . 금서면)

## 노선 경로
| 이름        | 접속 노선                  | 경유지 | 경유지 | 비고 |
| ----------- | -------------------------- | ------ | ------ | ---- |
| (이릉없음)  | 국도 제20호선 (지리산대로) | 산청군 | 사천면 |      |
| 천평교      |                            | 산청군 | 사천면 |      |
| 대하사거리  | 친환경로303번길            | 산청군 | 사천면 |      |
| 삼장교      |                            | 산청군 | 사천면 |      |
| 후천삼거리  | 덕산대포로                 | 산청군 | 삼장면 |      |
| 찬샘사거리  |                            | 산청군 | 삼장면 |      |
| 석남삼거리  | 친환경로719번길            | 산청군 | 삼장면 |      |
| 명상삼거리  | 평촌유평로                 | 산청군 | 삼장면 |      |
| 매촌삼거리  | 동의보감로                 | 산청군 | 금서면 |      |
| 산청 나들목 | 제35호선 통영대전고속도로  | 산청군 | 금서면 |      |

## 주요건물및 시설
- 삼장초등학교 (친환경로 764/석남리 188)
- 명상마을회관 (친환경로 847/평촌리 65-6)